# Carlo Ljubek
Hrroja-Carlo Ljubek (ur. 21 maja 1976 w Bocholt, w kraju związkowym Nadrenia Północna-Westfalia) – niemiecki aktor teatralny, filmowy i telewizyjny.

## Wybrana filmografia

### Filmy
- 2004: Palpitacje (Kammerflimmern) jako Tommy
- 2004: Männer wie wir (Mężczyźni tacy jak my) jako Udo
- 2007: Baader-Meinhof (Der Baader Meinhof Komplex)
- 2008: Świat jest wielki, a zbawienie czai się za rogiem (Svetat e golyam i spasenie debne otvsyakade) jako Alex
- 2010: Wyznanie wiary (Shahada) jako Ismail
- 2011: Stańcowane pantofelki (Die Zertanzten Schuhe, TV) jako Anton
- 2011: Hotel Desire jako właściciel galerii Dennewitz

### Seriale TV
- 2014: Tatort: Zirkuskind jako Serge Rusak
- 2014: Tatort: Kopfgeld jako Rahid Astan
- 2018: Tatort: Damian jako Luka Weber